# Вейн, Кира
Кира Вейн (Kyra Vayne, имя при рождении — Кнопмус, Кира, 29 января 1916, Петроград, Россия — 12 января 2001, Лондон, Великобритания) — британская оперная певица российского происхождения, сопрано.

## Биография
Происходила из петербургской семьи, переехавшей в Лондон в 1924 году. С 16 лет пела в хоре православной церкви. Начала профессиональную карьеру в 1930-е годы в английских варьете, постоянно двигаясь к серьёзному репертуару. С 1942 года — оперная певица (первая роль — в «Сорочинской ярмарке», театр «Савой»). Последующие 15 лет с успехом поет в итальянских, английских и европейских театрах. В 1949 г. исполняла партию Февронии в «Сказании о невидимом граде Китеже и деве Февронии» в барселонском театре «Лисео». Пела партии Тоски, Леоноры («Сила судьбы»), Донны Анны («Каменный гость») и другие. В 1957 году её агент и антрепренёр Евгений Искольдов терпит финансовый крах и кончает самоубийством. Все деньги певицы погибают вместе с ним. В состоянии глубокой депрессии она бросает пение, идет работать секретаршей (в Би-би-си). Иногда концертирует, но тщательно скрывает это от коллег. Тридцать лет спустя, в 1987 году сотрудник Русской Службы Борис Надеждин делает о ней передачу. Как считается, талант Киры Вейн вновь открыл британский музыкант Эрл Оукин, мать которого работала вместе с певицей в банке. Вскоре вышли четыре пластинки с её пением, а затем и книга «Возрождённый голос». Она получила признание как «недооткрытый вокальный талант 20 века». В 1999 году 83-летняя Кира Вейн выступала на сцене Большого театра в Москве после сорокалетнего перерыва в оперной карьере. Умерла в январе 2001 года.